# HEAT (テレビドラマ)
『HEAT』（ヒート）は、2015年7月7日から9月1日まで毎週火曜日22時 - 22時54分に、カンテレ（関西テレビ）制作・フジテレビ系の「火曜22時枠」で放送された日本のテレビドラマである。主演はEXILEのAKIRAが務めた。

## 概要
史上初の「消防団」を題材としたドラマで、総務省消防庁と東京消防庁の全面協力を受けて製作された。総務省消防庁が石油コンビナートや化学プラントといったエネルギー・産業基盤の被災に備え、「エネルギー・産業基盤災害即応部隊（ドラゴンハイパー・コマンドユニット）」を全国12地域に編成することとした事実に着想を得ており、秦建日子による小説『ファイアマンの遺言』をプロジェクト原作としたメディアミックスプロジェクト作品である。

### 視聴率
本作は第1話から1ケタ台の視聴率が続いた。
2015年8月11日放送の第6話では2.8%と、フジテレビのドラマとしては『ピーマン白書』以来35年ぶりの2%台を記録。複数のメディアがこぞって「21世紀最低の視聴率」と報じた。アサ芸プラスはテレビ誌関係者の話として、前週に放送された第5話の内容を受け、それまで我慢してきた数少ない視聴者からも見放されたのではないかと報じている。
その後は3%台に持ち直し、9月1日放送の最終話は3.9%となった。これは同日19時からフジテレビ系列で「2015年ワールドカップバレー」の日本対セルビアの試合を生中継し、その延長のため予定より65分遅れとなったことに加え、かねてからベルギーのリエージュ劇場のロゴと酷似していると指摘されていた、2020東京オリンピックの公式エンブレムの使用を中止すると大会組織委員会が発表したことに関するニュースを見るため、当時、平日の23時台に放送されていた報道番組『LIVE2015 あしたのニュース』を見ようとした視聴者がいたことも、視聴率の上昇につながったのではないかと、アサ芸プラスがテレビ誌関係者の話として報じている。

### 映画化企画
本作の放送開始2日前の2015年7月5日、続編にあたる映画『DRAGON』（仮題）の製作が発表された。ドラマ放送前に映画化が発表されるのは異例である。ところが同年11月13日、カンテレの福井澄郎社長（当時）が定例会見で前述したドラマの視聴率の低迷を認めたうえで、映画化が白紙となったことを明かした。
サイゾーウーマンはテレビ局関係者の話として、当初はドラマの最終回で映画につながるような結末が用意されていたが、その放送前に映画化企画が中止となり、更に回数も全10話から全9話に減らされたことを受けて結末が変更されたと報じている。
視聴率は低迷したが、DVDは2016年1月8日に発売された。

## ストーリー
クローバー都市開発に勤務する池上タツヤは、再開発プロジェクトを進行していた南臨海市をライバルである濱田直紀に横取りされ、新たな候補地を幸多市に決める。しかし幸多市には再開発に反対する住民が多く、困惑するタツヤの前に現れた幸多市消防団・第11分団のリーダー・安住咲良に出会い、地権者たちの個人情報を手に入れるべく素性を隠して入団する。しかし入団すると待っていたの仕事はペットの捜索など小さなものばかりであった。第11分団は住民に信用されていなかったのだ。

## キャスト

### クローバー都市開発
池上 タツヤ（いけがみ タツヤ）
演 - AKIRA（EXILE）
不動産会社「クローバー都市開発」で都市開発を手掛ける。
日比野 仁（ひびの じん）
演 - 稲垣吾郎（SMAP）
タツヤが勤務する不動産会社「クローバー都市開発」社長。
濱田 直紀（はまだ なおき）
演 - 田中圭
タツヤの同僚でライバル。
榊 明弘（さかき あきひろ）
演 - 井出卓也
タツヤの部下。

### 幸多市消防団第十一分団
安住 咲良（あずみ さくら）
演 - 栗山千明
幸多市消防団第十一分団のリーダー。幼稚園に勤務している。
石沢 聡（いしさわ さとし）
演 - 菅原大吉
靴屋を営む中年団員。
神戸 恭子（かんべ きょうこ）
演 - 堀内敬子
主婦団員。
鳴海 雅彦（なるみ まさひこ）
演 - 正名僕蔵
サラリーマン団員。独身。
等々力 秀一（とどろき しゅういち）
演 - 鈴木伸之（劇団EXILE）
自動車修理工の団員。
松山 航平（まつやま こうへい）
演 - 吉沢亮
大学生団員。就職活動中。

### 東京消防庁 幸多消防署職員
合田 篤志（ごうだ あつし）
演 - 佐藤隆太
幸多消防署の消防隊中隊長
白石 徹（しらいし とおる）
演 - 工藤阿須加
消防士で合田の部下。

### その他
結城 エリ（ゆうき エリ）
演 - 菜々緒
経営コンサルタント。タツヤとは友達以上恋人未満の関係であり、ビジネスパートナー。咲良をライバル視している。
渡会 いずみ（わたらい いずみ）
演 - 小芝風花
咲良の務める幼稚園の補助教諭。
合田 小百合
演 - 奥田恵梨華
合田 未来
演 - 志村美空
星乃周一郎（ほしの しゅういちろう）
演 - 国広富之
幸多市長。

### ゲスト
第1話
- 相良 絹江 - 銀粉蝶（大地主）

第2話
- 川西 泰蔵 - 唐沢民賢

第3話
- 藤井 カイト - 藤本哉汰（「幸多病院」の入院患者）
- 比留間 - 飯田基祐（小林議員の秘書）
- 佐々木 秀行 - 小須田康人（「幸多病院」院長）

第4話
- 蓮見 シズ - 高林由紀子（近所に住む老女）
- 塩川 宗次郎 - 清水一彰

第6話
- 菅井 武雄 - 斉木しげる（再開発に反対している地権者）

第8話
- 畠山 和夫 - 小林隆（「堂島建設」社員）
- 畠山 彩音 - 長野里美（畠山の妻）
- 星野 公子 - 小島慶子
- 泉 秀典 - 土屋裕一（「堂島建設」社員）

## スタッフ
- 特別協力 - 総務省消防庁、東京消防庁[1]
- プロジェクト原作 - 『ファイアマンの遺言』秦建日子（角川文庫）
- 企画協力 - KADOKAWA 実写映像推進部
- 演出 - 小林義則、佐藤源太
- 脚本 - 丑尾健太郎、大浦光太、坪田文
- 音楽 - 菅野祐悟
- 主題歌 - EXILE ATSUSHI + AI「Be Brave」（rhythm zone）[19]
- 技術プロデューサー - 友部節子
- 撮影 - 大石宏宜、山崎伸一
- 音声 - 渡部満裕
- 編集 - 山本正明
- 音響効果 - 岩崎晋介
- 美術プロデューサー - 杉川廣明
- 美術進行 - 竹田政弘
- VFXスーパーバイザー - 石井教雄
- スタントコーディネート - 釼持誠
- ロケ協力 - 八王子市、八王子フィルムコミッション、八王子市消防団、八王子観光協会 ほか
- 編成 - 野村亙（カンテレ）、野崎理（フジテレビ）
- 宣伝 - 安田宜義（カンテレ）
- 広告 - 宮内覚（カンテレ）
- チーフプロデューサー - 笠置高弘（カンテレ）
- プロデューサー - 萩原崇、豊福陽子（カンテレ）、岩田祐二、柳川由起子（共同テレビ）
- アソシエイトプロデューサー - 重松圭一（カンテレ）
- 制作 - カンテレ
- 制作著作 - 共同テレビ

## 放送日程
| 各話                                                      | 放送日  | サブタイトル                                                                                        | 脚本       | 演出     | 視聴率 |
| --------------------------------------------------------- | ------- | --------------------------------------------------------------------------------------------------- | ---------- | -------- | ------ |
| 第1話                                                     | 7月07日 | 街を狙う男が街を守る消防ヒーローへ！プライドを懸けた熱き闘い 大火災の中、絶体絶命感動の物語が始まる | 丑尾健太郎 | 小林義則 | 6.6%   |
| 第2話                                                     | 7月14日 | 大パニックに響く魂の叫び！                                                                          | 大浦光太   | 小林義則 | 3.9%   |
| 第3話                                                     | 7月21日 | 病に苦しむ少年を救え！緊急通報119番に隠されたSOS                                                    | 坪田文     | 佐藤源太 | 4.2%   |
| 第4話                                                     | 7月28日 | 亡き夫を思う老女を救え！台風直撃の中で、決死の救出                                                  | 丑尾健太郎 | 佐藤源太 | 3.4%   |
| 第5話                                                     | 8月04日 | 候補地バトルついに決着！夏祭りで事件！別れの決断に流す涙                                            | 大浦光太   | 小林義則 | 3.4%   |
| 第6話                                                     | 8月11日 | リストラ危機！消防団が分裂！仲間の絆つなぐ真実                                                      | 坪田文     | 佐藤源太 | 2.8%   |
| 第7話                                                     | 8月18日 | ついに正体がバレる！社長の本性！非情な仕打ちに崩れさる絆                                            | 大浦光太   | 小林義則 | 3.1%   |
| 第8話                                                     | 8月25日 | 最大の敵社長との全面対決！再開発止める秘策とは                                                      | 丑尾健太郎 | 小林義則 | 3.3%   |
| 最終話                                                    | 9月01日 | 大火災の中、決死の救出！最後の無線と涙の敬礼                                                        | 丑尾健太郎 | 小林義則 | 3.9%   |
| 平均視聴率 3.8%（視聴率は関東地区・ビデオリサーチ社調べ） |         | |            |          |        |

- 第5話は『EAFF東アジアカップ女子・日本×韓国』中継のため、30分遅れの、22時30分 - 23時24分に放送された。
- 第9話（最終話）はワールドカップバレー中継延長のため、65分遅れの、23時5分 - 23時59分に放送された。